# Потіальні
Потіальні (Pottiales) — порядок мохів підкласу Dicranidae.

## Особливості

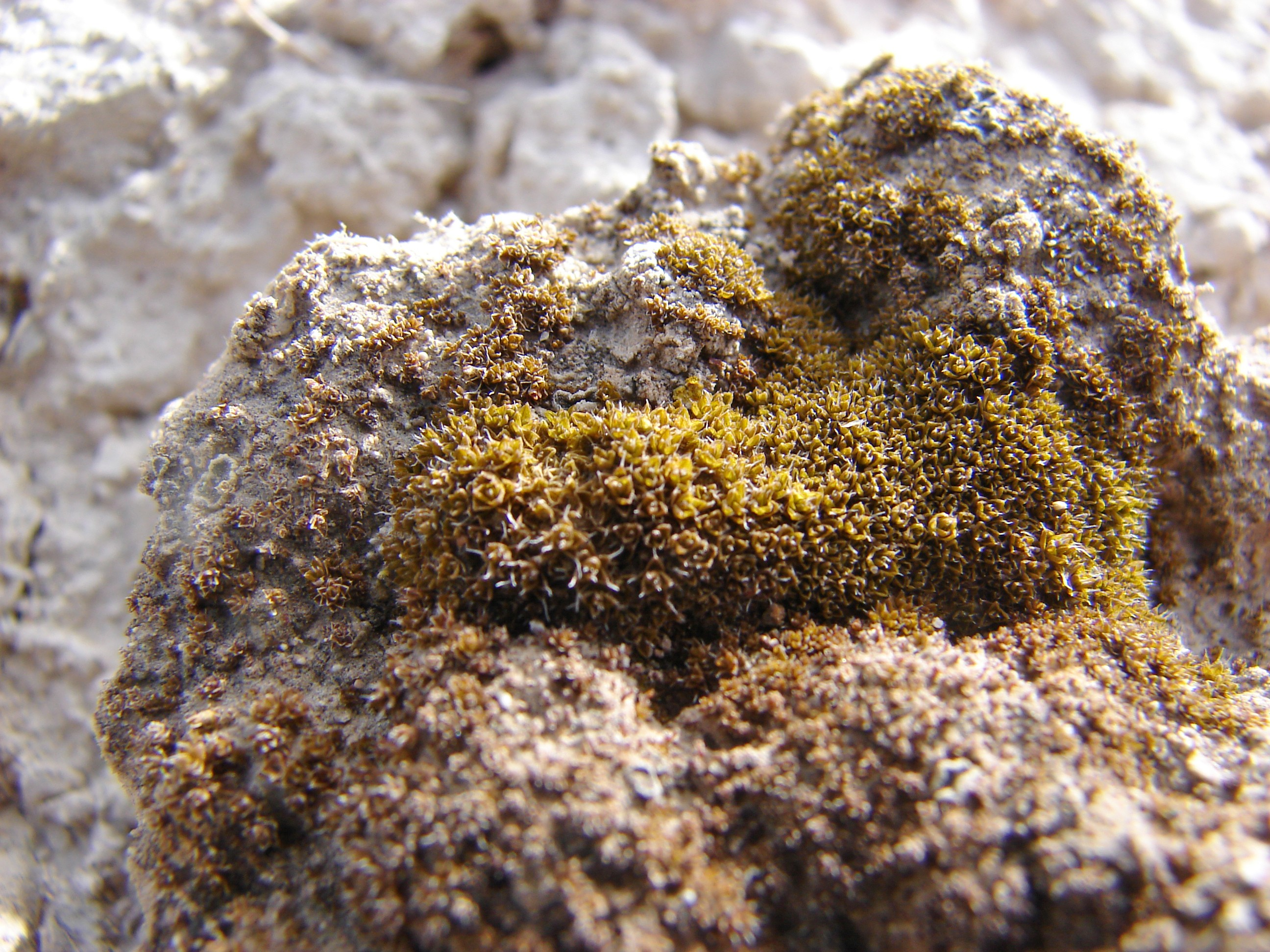
Аридниця сивожилкова

Аридниця сивожилкова вважається найперспективнішою рослиною-екстремофілом для тераформування та колонізації Марса та інших позаземних територій, задля утворення біомаси та кисню.